# Rang (àlgebra lineal)
En àlgebra lineal, el rang d'una matriu A és una mesura de la "singularitat" del sistema d'equacions lineals i de la transformació lineal vinculada a A. Existeixen moltes definicions possibles pel rang d'una matriu, entre d'altres la grandària de la col·lecció més gran de columnes linealment independents de A. En aquest article també presentarem definicions alternatives. El rang és un dels conceptes bàsics a l'hora d'analitzar les dades d'una matriu.
Habitualment, el rang d'una matriu A s'escriu com a rg(A) o rang(A), o fins i tot rang A.

## Definicions principals
En aquesta secció donarem tres definicions pel rang d'una matriu. Més endavant podeu consultar una llista de definicions alternatives.
El rang per columnes d'una matriu A és el nombre màxim de vectors columna linealment independents de A. El rang per files de A és el nombre màxim de vectors fila linealment independents de A. Equivalentment, el rang per columnes de A és la dimensió de l'espai de columnes de A, mentre que el rang per files de A és la dimensió de l'espai de files de A.
Dit d'una altra manera, per a una matriu de m files i n columnes amb elements en un anell A, el rang per columnes és el rang del conjunt de columnes de la matriu, considerades com a elements del A-mòdul lliure {\displaystyle A^{m}\,}. De manera paral·lela, el rang per files de la matriu és el rang del conjunt de files de la matriu, considerades com a elements del A-mòdul lliure {\displaystyle A^{n}\,}.
Un resultat fonamental en àlgebra lineal és que el rang per columnes i el rang per files sempre són iguals (vegeu-ne dues demostracions més endavant). Aquest nombre (és a dir, el nombre de files o columnes linealment independents) s'anomena simplement el rang de A.
El rang també és la dimensió del recorregut de la transformació lineal donada per la multiplicació per A. En general, si un operador lineal en un espai vectorial (eventualment de dimensió infinita) té recorregut de dimensió finita (per exemple, un operador de rang finit), llavors el rang de l'operador es defineix com la dimensió del recorregut.

## Exemples
La matriu
{\displaystyle {\begin{bmatrix}1&2&1\\-2&-3&1\\3&5&0\end{bmatrix}}}
té rang 2: les primeres dues files són linealment independents, per tant el rang és almenys 2; però el conjunt de totes tres files és linealment dependent (la primera és igual a la suma de la segona i la tercera), per tant el rang ha de ser estrictament menor que 3.
La matriu
{\displaystyle A={\begin{bmatrix}1&1&0&2\\-1&-1&0&-2\end{bmatrix}}}
té rang 1: hi ha columnes no-nul·les, així que el rang és almenys 1, però dues columnes qualssevol són linealment dependents. De manera similar, la matriu transposada
{\displaystyle A^{T}={\begin{bmatrix}1&-1\\1&-1\\0&0\\2&-2\end{bmatrix}}}
de A té rang 1. Efectivament, com que els vectors columna de A són els vectors fila de la transposada de A, l'afirmació «El rang per files és igual al rang per columnes» és equivalent a dir que «El rang d'una matriu és igual al rang de la seva transposada». És a dir, rang(A) = rang(AT).

## Càlcul del rang d'una matriu

### Rang per matrius en forma esglaonada
Un mètode habitual per trobar el rang d'una matriu és reduir-la a una forma més senzilla, habitualment en forma de matriu esglaonada per files, mitjançant operacions elementals per files. Les operacions per files no alteren l'espai de files de la matriu (per tant, no canvien el rang per files) i, en ser operacions invertibles, transformen l'espai de columnes en un espai isomorf (per tant, no canvien el rang per columnes). Un cop la matriu està en forma esglaonada per files, el rang és clarament el mateix per files i per columnes, i és igual al seu torn al nombre d'elements pivot, així com al nombre de files no-nul·les.
Per exemple, la matriu A donada per
{\displaystyle A={\begin{bmatrix}1&2&1\\-2&-3&1\\3&5&0\end{bmatrix}}}
es pot transformar en una matriu esglaonada per files mitjançant les següents operacions elementals per files:
{\displaystyle {\begin{array}{lll}&{\begin{bmatrix}1&2&1\\-2&-3&1\\3&5&0\end{bmatrix}}&\\\rightsquigarrow &{\begin{bmatrix}1&2&1\\0&1&3\\3&5&0\end{bmatrix}}&{\mbox{fila}}_{2}:=2\cdot {\mbox{fila}}_{1}+{\mbox{fila}}_{2}\\\rightsquigarrow &{\begin{bmatrix}1&2&1\\0&1&3\\0&-1&-3\end{bmatrix}}&{\mbox{fila}}_{3}:=-3\cdot {\mbox{fila}}_{1}+{\mbox{fila}}_{3}\\\rightsquigarrow &{\begin{bmatrix}1&2&1\\0&1&3\\0&0&0\end{bmatrix}}&{\mbox{fila}}_{3}:={\mbox{fila}}_{2}+{\mbox{fila}}_{3}\\\rightsquigarrow &{\begin{bmatrix}1&0&-5\\0&1&3\\0&0&0\end{bmatrix}}&{\mbox{fila}}_{1}:=-2\cdot {\mbox{fila}}_{2}+{\mbox{fila}}_{1}\end{array}}}.
La matriu final (en forma esglaonada per files) té dues files no-nul·les i, per tant, el rang de la matriu A és 2.

### Càlcul numèric
En l'àmbit del càlcul numèric en coma flotant, el mètode d'eliminació de Gauss (descomposició LU) pot portar a resultats inestables, i hom aplica llavors una descomposició que mostri el rang. Una alternativa efectiva és la descomposició en valors singulars, però existeixen altres mètodes menys costosos, com la descomposició QR amb pivotatge, que també és més robusta que l'eliminació gaussiana. La determinació numèrica del rang d'una matriu requereix decidir quan un valor, com per exemple un valor singular, s'ha de tractar com a 0; això acostuma a dependre de la matriu i de l'aplicació en qüestió.

## El rang per columnes és igual al rang per files
El fet que el rang per columnes i el rang per files són iguals és una part important del teorema fonamental de l'àlgebra lineal. Aquí presentarem dues demostracions d'aquest resultat. La primera és breu, i usa algunes propietats bàsiques de les combinacions lineals de vectors; a més, és vàlida sobre qualsevol cos. La segona demostració és un argument elegant que usa l'ortogonalitat i és vàlida per matrius sobre els nombres reals; es basa en Mackiw (1995).

### Esbós de l'argument
El fet que una mateixa matriu representi un cert homomorfisme {\displaystyle \varphi :A^{n}\longrightarrow A^{m}} i el seu homomorfisme dual, {\displaystyle \varphi ^{\ast }:A^{m}\longrightarrow A^{n}} i que les imatges d'ambdós homomorfismes tinguin la mateixa dimensió fa que el rang per files i el rang per columnes siguin iguals i, per tant, que es pugui parlar, simplement, del rang de la matriu.

### Primera demostració
Sigui A una matriu m × n amb rang per columnes igual a r. Llavors, la dimensió de l'espai de columnes de A és r. Sigui {\displaystyle c_{1},c_{2},\ldots ,c_{r}} una base qualsevol de l'espai de columnes de A, i col·loquem aquests vectors com a vectors columna, formant així la matriu m × r {\displaystyle C=[c_{1}\,c_{2}\,\ldots \,c_{r}]}. Per definició de base, tot vector columna de A és una combinació lineal de les r columnes de C. Sigui R la matriu on l'entrada (i, j)-sima és el coeficient de ci quan la j-sima columna de A s'expressa com a combinació lineal de les r columnes de C. Per definició de producte matricial, aquesta matriu R (de dimensió r × n) satisfà A = C R. (Això es coneix com a factorització de rang de A.)
Ara bé, com que A = C R, tot vector fila de A és una combinació lineal dels vectors fila de R. (En particular, l'entrada (i, j)-sima de C és el coeficient del j-sim vector fila de R quan la i-sima fila de A s'expressa com a combinació lineal de les r files de R.) Això vol dir que l'espai de files de A està contingut en l'espai de files de R. Per tant, el rang per files de A no pot ser més gran que el rang per files de R. Però com que R té r files, el rang per files de R és, com a màxim, r, que és el rang per columnes de A. Això demostra que el rang per files de A és més petit o igual al rang per columnes de A. Apliquem ara el resultat per la transposada de A per obtenir la desigualtat contrària: el rang per columnes de A, que és igual al rang per files de AT, és més petit o igual al rang per columnes de AT, que al seu torn és igual al rang per files de A. Això demostra que el rang per files de A és més gran o igual al rang per files de A i viceversa, amb la qual cosa tots dos rangs són iguals, com volíem demostrar.

### Segona demostració
Sigui A una matriu m × n a entrades reals amb rang per files r. Llavors, la dimensió de l'espai de files de A és r. Sigui {\displaystyle x_{1},x_{2},\ldots ,x_{r}} una base de l'espai de files de A. Afirmem que els vectors {\displaystyle Ax_{1},Ax_{2},\ldots ,Ax_{r}} són linealment independents. Per veure-ho, considerem una relació lineal homogènia d'aquests vectors amb coeficients escalars {\displaystyle c_{1},c_{2},\ldots ,c_{r}}:
{\displaystyle 0=c_{1}Ax_{1}+c_{2}Ax_{2}+\cdots +c_{r}Ax_{r}=A(c_{1}x_{1}+c_{2}x_{2}+\cdots +c_{r}x_{r})=Av,}
on {\displaystyle v=c_{1}x_{1}+c_{2}x_{2}+\cdots +c_{r}x_{r}}. Observem el següent:
1. v és una combinació lineal de vectors en l'espai de files de A, la qual cosa implica que v pertany a l'espai de files de A, i
2. com que A v = 0, el vector v és ortogonal a qualsevol vector fila de A i, per tant, és ortogonal a qualsevol vector de l'espai de files de A.

Aquests dos fets impliquen que v és ortogonal a ell mateix, la qual cosa demostra que v = 0; o també, per definició de v,
{\displaystyle c_{1}x_{1}+c_{2}x_{2}+\cdots +c_{r}x_{r}=0.}
Però recordem que hem escollit els vectors {\displaystyle x_{i}} de tal forma que configuren una base de l'espai de files de A, i en particular són linealment independents. Això implica que {\displaystyle c_{1}=c_{2}=\cdots =c_{r}=0}. D'aquí se segueix que {\displaystyle Ax_{1},Ax_{2},\ldots ,Ax_{r}} són linealment independents.
Ara, cada {\displaystyle Ax_{i}} és òbviament un vector de l'espai de columnes de A. Per tant, {\displaystyle Ax_{1},Ax_{2},\ldots ,Ax_{r}} és un conjunt de r vectors linealment independents de l'espai de columnes de A; en conseqüència, la dimensió de l'espai de columnes de A (dit d'una altra manera, el rang per columnes de A) és almenys r. Això demostra que el rang per files de A no pot ser superior al rang per columnes de A. Si ara apliquem aquest resultat a la transposada de A, obtenim la desigualtat contrària, i acabem com en la demostració anterior.

## Definicions alternatives
En totes les definicions d'aquesta secció, la matriu A és m × n sobre un cos arbitrari F.
dimensió de la imatgeDonada la matriu A, existeix una aplicació lineal associada
f: Fn → Fm
definida per
f(x) = Ax.
El rang de A és la dimensió de la imatge de f. Aquesta definició té l'avantatge que es pot aplicar a qualsevol aplicació lineal, sense necessitat d'una matriu específica.
rang en termes del nucliDonada la mateixa aplicació lineal f de la definició anterior, el rang és n menys la dimensió del nucli de f. El teorema del rang estableix que aquesta definició és equivalent a l'anterior.
rang per columnes com a dimensió de l'espai de columnesEl rang de A és el nombre màxim de columnes {\displaystyle c_{1},c_{2},\dots ,c_{k}} de A linealment independents. Aquesta és la dimensió de l'espai de columnes de A (on l'espai de columnes és el subespai de Fm generat per les columnes de A, que de fet és la imatge de l'aplicació lineal f associada a A).
rang per files com a dimensió de l'espai de filesEl rang de A és el nombre màxim de files linealment independents de A. Aquesta és la dimensió de l'espai de files de A.
rang per descomposicióEl rang de A és l'enter k més petit tal que A es pot descompondre com a {\displaystyle A=CR}, on C és una matriu m × k i R és una matriu k × n.
Com en el cas de la caracterització de la "dimensió de la imatge", això es pot generalitzar a la definició de rang per qualsevol aplicació lineal: el rang d'una aplicació lineal f: V → W és la dimensió k mínima d'un espai intermedi X tal que f es pot escriure com la composició d'una aplicació V → X i una aplicació X → W. Malauradament, aquesta definició no proporciona un mètode eficient per calcular el rang. Vegeu factorització de rang per més detalls.
grandària del més gran menor no-nulEl rang de A és l'ordre més gran de qualsevol menor de A. (L'ordre d'un menor és la grandària de la submatriu quadrada del qual és determinant.). Com en la caracterització per factorització, aquesta definició no ens dona una manera eficient de calcular el rang, però té una utilitat teòrica: si trobem un menor no-nul, podem establir immediatament una fita inferior pel rang de la matriu, la qual cosa pot ser útil (per exemple) per demostrar que certes operacions no rebaixen el rang d'una matriu.
Un menor no-nul d'ordre p (una submatriu p × p amb determinant no-nul) mostra que les files i les columnes d'aquesta submatriu són linealment independents i, per tant, aquestes files i columnes de la matriu original són linealment independents; per tant, el rang per files i el rang per columnes són almenys tan grans com l'ordre del menor. El recíproc no és tan senzill de veure.
rang tensorial com al nombre mínim de tensors simplesEl rang de A és el nombre k més petit tal que A es pot escriure com a suma de k matrius de rang 1. Notem que aquesta definició sembla circular, encara que no és així: hom pot definir les matrius de rang 1 sense fer referència a la definició general de rang. En particular, una matriu M té rang 1 si i només si es pot escriure com a producte {\displaystyle c\cdot r} d'un vector columna c i un vector fila r. Hom diu que aquesta noció és el rang tensorial; hom pot generalitzarla en la interpretació de models separables de la descomposició en valors singulars.

## Propietats
Suposem que A és una matriu m × n, i definim l'aplicació lineal f per f(x) = Ax comm abans.
- El rang d'una matriu m × n és un enter no-negatiu, i no pot ser més gran que m ni n. És a dir, rang(A) ≤ min(m, n). Una matriu que té el màxim rang possible es diu que té rang complet; altrament, que té rang deficient.
- Només la matriu zero té rang zero.
- f és injectiva si i només si A té rang n (en aquest cas, diem que A té rang complet per columnes).
- f és exhaustiva si i només si A té rang m (en aquest cas, diem que A té rang complet per files).
- Si A és una matriu quadrada (és a dir, m = n), llavors A és invertible si i només si A té rang n (és a dir, si A té rang complet).
- Si B és una matriu qualsevol n × k, llavors

{\displaystyle \operatorname {rang} (AB)\leq \min(\operatorname {rang} \ A,\operatorname {rang} \ B).}
- Si B és una matriu n × k de rang n, llavors

{\displaystyle \operatorname {rang} (AB)=\operatorname {rang} (A).}
- Si C és una matriu ℓ × m de rang m, llavors

{\displaystyle \operatorname {rang} (CA)=\operatorname {rang} (A).}
- El rang de A és igual a r si i només si existeixen matrius invertibles X i Y de dimensió m×m i n×n respectivament tals que

{\displaystyle XAY={\begin{bmatrix}I_{r}&0\\0&0\\\end{bmatrix}},}
on Ir denota la matriu identitat r × r.
- Desigualtat del rang de Sylvester: si A és una matriu m × n i B és una matriu n × k, llavors

{\displaystyle \operatorname {rang} (A)+\operatorname {rang} (B)-n\leq \operatorname {rang} (AB).}
Aquest és un cas especial de la següent desigualtat.
- Desigualtat de Frobenius: si AB, ABC i BC estan definides, llavors

{\displaystyle \operatorname {rang} (AB)+\operatorname {rang} (BC)\leq \operatorname {rang} (B)+\operatorname {rang} (ABC).}
- Sots-additivitat: rang(A + B) ≤ rang(A) + rang(B) si A i B són de la mateixa dimensió. Com a conseqüència, uma matriu de rang k es pot escriure com a suma de k matrius de rang 1, però no menys.
- El rang d'una matriu més la dimensió del nucli de la matriu és igual al nombre de columnes de la matriu (aquest és el teorema del rang.)
- Si A és una matriu a entrades reals, llavors el rang de A i el rang de la seva corresponent matriu de Gram són iguals. Així, per matrius reals

{\displaystyle \operatorname {rang} (A^{T}A)=\operatorname {rang} (AA^{T})=\operatorname {rang} (A)=\operatorname {rang} (A^{T})}.
Això es pot demostrar tot veient que els seus respectius nuclis són iguals. El nucli de la matriu de Gram està donat per vectors x tals que {\displaystyle A^{T}Ax=0}. Si es compleix aquesta condició, també és cert que {\displaystyle 0=x^{T}A^{T}Ax=|Ax|^{2}}.
- Si A és una matriu a entrades complexes, i A* denota la transposada conjugada de A (és a dir, l'adjunt de A), llavors

{\displaystyle \operatorname {rang} (A)=\operatorname {rang} ({\overline {A}})=\operatorname {rang} (A^{T})=\operatorname {rang} (A^{*})=\operatorname {rang} (A^{*}A).}

## Aplicacions
Una aplicació útil del càlcul del rang d'una matriu és el càlcul del nombre de solucions d'un sistema d'equacions lineals. Segons el teorema de Rouché-Frobenius, el sistema és inconsisten si el rang de la matriu ampliada és més gran que el rang de la matriu de coeficients. Si, per altra banda, els rangs d'aquestes dues matrius són iguals, llavors el sistema té almenys una solució. La solució és única si i només si el rang és igual al nombre de variables. Altrament, la solució general té k paràmetres lliures, on k és la diferència entre el nombre de variables i el rang. En aquest cas (i suposant que el sistema d'equacions és als reals o als complexos), el sistema d'equacions té infinites solucions.
En teoria de control, el rang d'una matriu es fa servir per determinar si un sistema lineal és controlable o observable.

## Generalització
Existeixen diverses generalitzacions del concepte de rang quan es vol aplicar a matrius sobre anells arbitratis. En aquestes generalitzacions, el rang per columnes, el rang per files, la dimensió de l'espai de columnes i la dimensió de l'espai de files poden ser diferents, o fins i tot poden no existir.
Si pensem en matrius com a tensors, el rang tensorial es pot generalitzar a tensors arbitraris; notem que, per tensors d'ordre més gran a 2 (les matrius són tensors d'ordre 2), és força complicat calcular el rang.
En l'àmbit de la topologia diferencial, existeix una noció de rang per funcions contínuament diferenciables entre varietats diferenciables. És igual al rang lineal de l'aplicació derivada total.

## Matrius vistes com a tensors
El rang de matrius no s'ha de confondre amb l'ordre d'un tensor, que hom anomena rang tensorial. L'ordre d'un tensor és el nombre d'índexs necessaris per escriure un tensor, i així totes les matrius tenen ordre 2. De forma més precisa, les matrius són tensors de tipus (1,1), ja que tenen un índex per les files i un índex per les columnes; hom també diu que són covariants d'ordre 1 i contravariants d'ordre 1; vegeu Tensor (objecte matemàtic)#Covariància i contravariància per a més detalls.
Notem que el rang tensorial d'una matriu també pot significar el nombre mínim de tensors simples necessaris per expressar la matriu com una combinació lineal, i que aquesta definició concorda amb el rang matricial que hem vist en aquest article.